# 交響曲第2番 (サン＝サーンス)

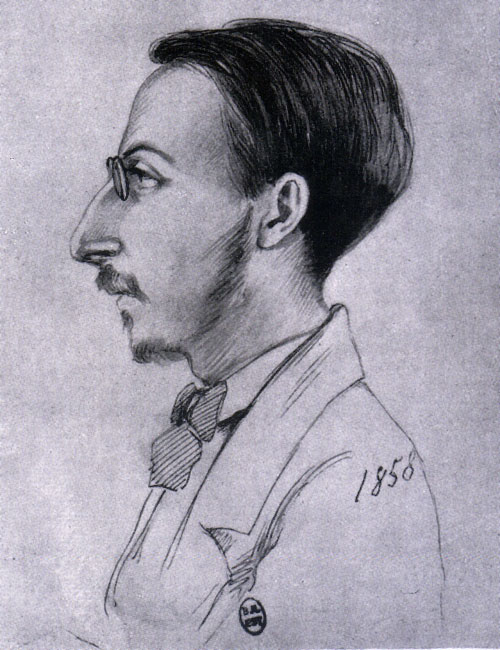
サン＝サーンス（1858年）

交響曲第2番 イ短調  作品55 は、カミーユ・サン＝サーンスが1859年に完成させた交響曲。出版の順序により「第2番」とされているが、番号の与えられていないものを含めると5曲中4番目に当たる。

## 概要
1859年の7月から9月にかけて作曲が行われ、1860年3月25日にサル・プレイエルで初演された。出版は1878年に行われ、初演の指揮を務めたジュール・パドルーに献呈された。
しばしばロベルト・シューマンの影響が指摘される。サン＝サーンス25歳の作品だが、6年前の『交響曲第1番 変ホ長調』（作品2）、3年前の『交響曲 ヘ長調「首都ローマ」』よりも格段の進歩を見せており、引き締まった構成、表現の幅の広さ、循環形式の導入、簡潔な編成ながら効果的な管弦楽法など、注目すべき点は多い。

## 楽器編成
フルート2、ピッコロ、オーボエ2（コーラングレ1持ち替え）、クラリネット2、ファゴット2、ホルン2、トランペット2、ティンパニ、弦五部。

## 曲の構成
全4楽章、演奏時間は23分。
- 第1楽章 アレグロ・マルカート - アレグロ・アパッショナート
イ短調、4分の6拍子 - 2分の2拍子（アラ・ブレーヴェ）、ソナタ形式。
4分の6拍子による序奏部では第1主題が予告される。2分の2拍子による主部に入ると、フーガ風の第1主題がイ短調で、第2主題がヘ長調で提示され、続いてそれらの要素が展開される。再現部はごく短く、第2主題が明確には再現されないままコーダに入り、最後は第1主題の強奏で終わる。
- 第2楽章 アダージョ
ホ長調、8分の3拍子。簡単なロンド風の形式（A-B-A-C-コーダ）。
弱音器を付けた弦で始まる間奏曲。C部では、A部の動機が敷衍される。
- 第3楽章 スケルツォ：プレスト
イ短調 - イ長調、4分の3拍子。
この楽章では、第4楽章の第2主題が予告される。イ長調のトリオ部の後にスケルツォが回帰しないという特異な構造となっている。
- 第4楽章 プレスティッシモ
イ長調、8分の6拍子、ロンドソナタ形式。
提示部では第1主題がイ長調で軽やかに、第2主題がニ短調で弦の激しいリズムに乗って示される。続いて他楽章の要素も用いた展開部が置かれる。再現部では第1主題がイ長調で、第2主題がイ短調で導入された後イ長調に転調し、調性が解決される。その後、長大なコーダが置かれている。

## 編曲
1877年に連弾版が、1889年に2台ピアノ版が出版された。このうち2台ピアノ版はクロード・ドビュッシーによる編曲で、小節の追加や省略など、原作に対して比較的大きな変更が加えられている。